# Nikola Vasiljević
Nikola Vasiljević, né le 30 juin 1991, est un footballeur serbe évoluant actuellement au poste de défenseur central au Tokushima Vortis en J. League 2.

## Biographie
Né en Yougoslavie, Nikola Vasiljević commence à jouer au football dès son plus jeune âge en intégrant le FK Kolubara, modeste club de sa ville natale, Lazarevac.
Le 4 avril 2010, alors qu'il évolue encore au centre de formation, il joue son premier match professionnel en remplaçant son compatriote Ivan Kalicanin à la 90e minute de jeu.
En janvier 2012, il est transféré à l'OFK Belgrade, qui évolue dans l'élite serbe, en SuperLiga. Il obtient rapidement une place de titulaire, jouant le 4 mars son premier match avec son nouveau club, face au Hajduk Kula.
Le 30 mars 2013, lors d'un match de championnat face au FK Sloboda Užice, il marque le premier but de sa carrière professionnelle, permettant à son équipe d'arracher les trois points de la victoire dans les dernières minutes du match. Lors de la 2013-2014, il devient le capitaine de l'équipe, et dispute tous les matchs de son équipe en championnat.
À la suite de ses bonnes performances avec le club de la capitale, il est transféré début 2015 au club roumain du CS Pandurii Târgu Jiu, où il signe un contrat de deux ans. Pour sa première saison en Roumanie, il termine à la 9e place du championnat.